# Ghazipur

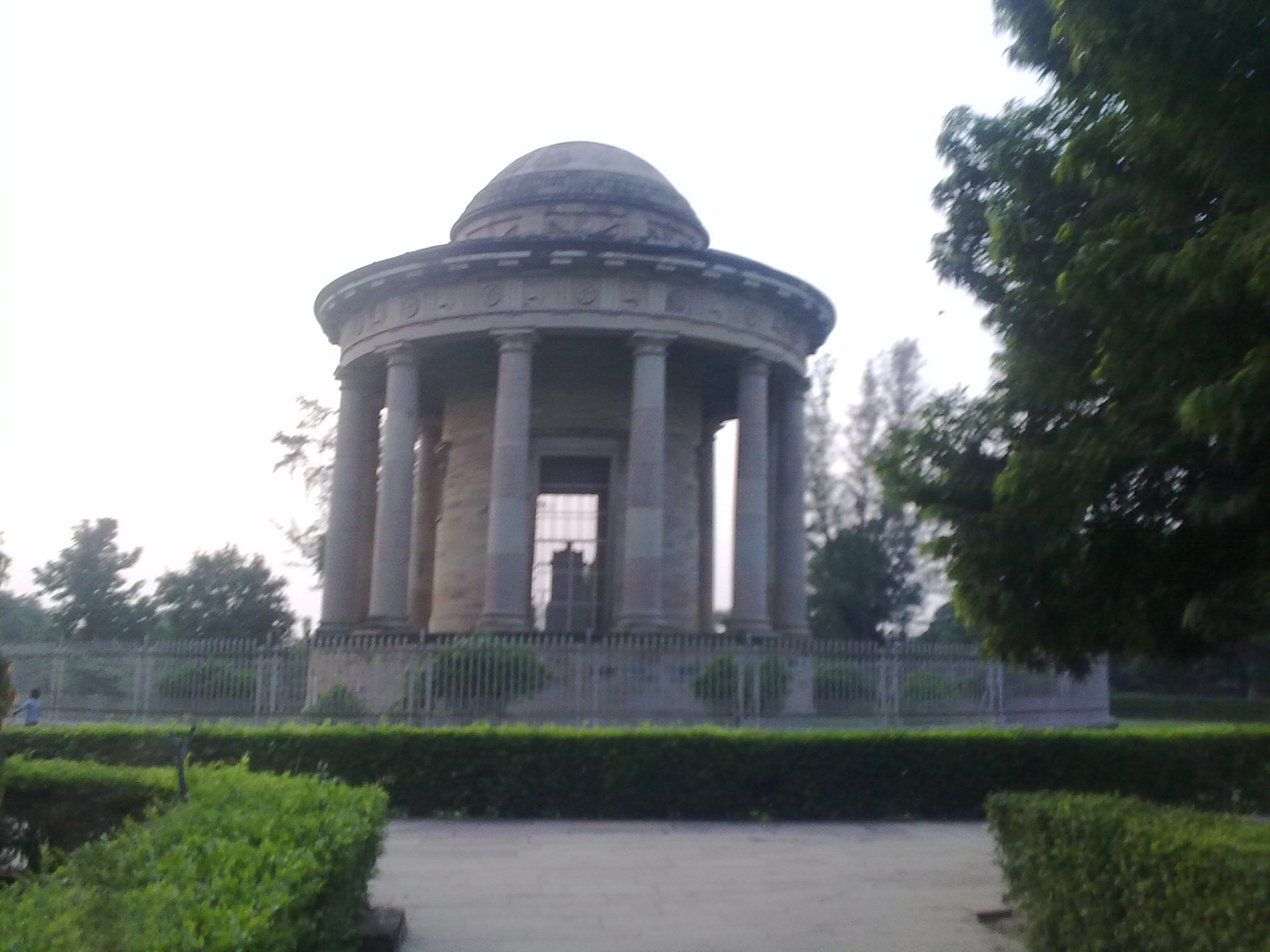
Cornwallis grav i Ghazipur.

Ghazipur är en stad i den indiska delstaten Uttar Pradesh, på båda sidor om floden Ganges. Staden är administrativ huvudort för ett distrikt med samma namn. Folkmängden uppgick till 110 587 invånare vid folkräkningen 2011, totalt 121 020 invånare med förorter.
Ghazipur har ruiner efter ett hinduiskt palats samt en grav för, och marmorstaty av, generalguvernör Cornwallis, som dog här 1805. Ghazipur var under 1800-talet huvudstation för regeringens opiumdepartement, där allt opium från United Provinces samlades och tillverkades under monopol.